# ایلها دو ایتاماراکا
ایلها دو ایتاماراکا (به پرتغالی: Ilha de Itamaracá) یک منطقهٔ مسکونی در برزیل است که در پرنامبوکو واقع شده‌است. ایلها دو ایتاماراکا ۶۶٫۶۸ کیلومتر مربع مساحت و ۲۶٬۶۷۲ نفر جمعیت دارد و ۳۰ متر بالاتر از سطح دریا واقع شده‌است.